# Sage Northcutt
Sage Northcutt (Houston, 1 de março de 1996) é um lutador americano de MMA. Northcutt é atualmente o lutador mais novo de todo o plantel do One Championship

## Início
Sage começou a treinar aos quatro anos de idade, e a competir no Karatê aos 5 influenciado pela sua irmã mais velha, Colbey Northcutt, que também é faixa-preta e multicampeã no esporte. Sage ainda obteve um cartel invicto no kickboxing, com 15 vitórias.

### Descoberto por Dana White
Sage foi descoberto pelo próprio Dana White, sendo a estrela do primeiro episódio do reality show “Dana White: Looking for a fight”, no qual o presidente anda pelos Estados Unidos em busca de talentos para a organização. No primeiro momento, Dana duvidou de Sage, devido a sua pouca idade e seu penteado. No entanto, após finalizar Rocky Long com uma guilhotina, o chefão se rendeu ao talento do jovem, oferecendo um contrato no UFC. 

## Ultimate Fighting Championship
Em sua estreia em 3 de Outubro de 2015 no UFC 192, Sage não decepcionou e venceu Francisco Trevino por nocaute técnico em apenas 57 segundos.
Pouco tempo após vencer sua primeira luta pelo UFC, Northcutt foi colocado para enfrentar Cody Pfister em 10 de Dezembro de 2015 no UFC Fight Night: Namajunas vs. VanZant. Sage venceu por finalização com uma guilhotina no segundo round.
Novamente, Northcutt teve sua próxima luta anunciada dias após a vitória. Ele iria enfrentar Andrew Holbrook, mas devido a uma lesão do seu adversário, sage enfrentarou Bryan Barberena em 30 de Janeiro de 2016 no UFC on Fox: Johnson vs. Bader em sua primeira luta nos meio-médios. Após vencer o primeiro round, Sage foi pego em um katagatame na meia guarda, levando a desistir da luta em sua primeira derrota profissional.
Northcutt venceu o espanhol Enrique Marín no UFC 200 por decisão unânime, em uma luta cheia de reviravoltas no solo.

## Curiosidades
Sage cursa Engenharia de petróleo pela Texas A&M University. 
Sage era em 2015, ano em que estreou pelo UFC, o lutador mais novo de todo o plantel da organização. 
A irmã mais velha de Sage, Colbey Northcutt, também é lutadora de MMA, sendo campeã do Legacy FC.
Sage é praticante de kajukenbo, uma arte marcial híbrida, que combina o caratê, o judô, o jujitsu, o kenpō e o wushu.

## Cartel no MMA
| Cartel no MMA       |             |            |
| 14 lutas            | 11 vitórias | 3 derrotas |
| Por nocaute         | 5           | 1          |
| Por finalização     | 3           | 2          |
| Por decisão         | 3           | 0          |
| Por desqualificação | 0           | 0          |
| Empates             | 0           | 0          |
| No contest          | 0           | 0          |

| Res.    | Cartel | Oponente             | Método                                 | Evento                                             | Data       | Round | Tempo | Local                  | Notas                        |
| ------- | ------ | -------------------- | -------------------------------------- | -------------------------------------------------- | ---------- | ----- | ----- | ---------------------- | ---------------------------- |
| Vitória | 12-3   | Ahmed Mujtaba        | Finalização (chave de calcanhar)       | ONE Fight Night: Johnson vs. Moraes 3              | 05/05/2023 | 1     | 0:39  | Broomfield, Colorado   |                              |
| Derrota | 11-3   | Cosmo Alexandre      | Nocaute (soco)                         | ONE Championship: Enter the Dragon                 | 17/05/2019 | 1     | 0:29  | Kallang                | Estreia no ONE FC.           |
| Vitória | 11-2   | Zak Ottow            | Nocaute (socos)                        | UFC Fight Night: dos Santos vs. Ivanov             | 14/07/2018 | 2     | 3:13  | Boise, Idaho           |                              |
| Vitória | 10-2   | Thibault Gouti       | Decisão (unânime)                      | UFC Fight Night: Cowboy vs. Medeiros               | 18/02/2018 | 3     | 5:00  | Austin, Texas          |                              |
| Vitória | 9-2    | Michel Quiñones      | Decisão (unânime)                      | UFC Fight Night: Poirier vs. Pettis                | 11/11/2017 | 3     | 5:00  | Norfolk, Virginia      |                              |
| Derrota | 8-2    | Mickey Gall          | Finalização (mata leão)                | UFC on Fox: VanZant vs. Waterson                   | 17/12/2016 | 2     | 1:40  | Sacramento, Califórnia |                              |
| Vitória | 8-1    | Enrique Marín        | Decisão (unânime)                      | UFC 200: Tate vs. Nunes                            | 09/07/2016 | 3     | 5:00  | Las Vegas, Nevada      |                              |
| Derrota | 7-1    | Bryan Barberena      | Finalização (katagatame)               | UFC on Fox: Johnson vs. Bader                      | 30/01/2016 | 2     | 3:06  | Newark, New Jersey     | Estreia nos Meio Médios.     |
| Vitória | 7-0    | Cody Pfister         | Finalização (guilhotina)               | UFC Fight Night: Namajunas vs. VanZant             | 10/12/2015 | 2     | 0:40  | Las Vegas, Nevada      |                              |
| Vitória | 6-0    | Francisco Trevino    | Nocaute Técnico (socos e cotoveladas)  | UFC 192: Cormier vs Gustafsson                     | 03/10/2015 | 1     | 0:57  | Houston, Texas         | Estreia no UFC.              |
| Vitória | 5-0    | Rocky Long           | Finalização (mata leão)                | Legacy Fighting Championship 44                    | 28/08/2015 | 2     | 3:30  | Houston, Texas         |                              |
| Vitória | 4-0    | Gage Duhon           | Finalização (mata leão)                | Legacy Fighting Championship 42                    | 26/06/2015 | 1     | 4:41  | Louisiana              |                              |
| Vitória | 3-0    | James Christopherson | Nocaute Técnico (socos)                | Fury Fighting 6                                    | 22/05/2015 | 1     | 4:35  | Humble, Texas          |                              |
| Vitória | 2-0    | Jacob Capelli        | Nocaute (socos)                        | Legacy Fighting Championship - Challenger Series 1 | 25/04/2015 | 1     | 0:55  | Houston, Texas         |                              |
| Vitória | 1-0    | Tim Lashley          | Nocaute Técnico (chute rodado e socos) | Legacy Fighting Championship 37                    | 14/11/2014 | 1     | 0:27  | Houston, Texas         | Estreia no MMA profissional. |